# SC YF Juventus Zürich
Der SC YF Juventus Zürich ist ein Fussballclub aus Zürich. Er entstand 1992 aus einer Fusion des ehemaligen Nationalliga-A-Vereins FC Young Fellows Zürich (1903 gegründet) mit der SCI Juventus Zürich (1922 gegründet). Der Verein ist auch als Juventus Zürich bekannt und wird zum Teil von Italienern oder italienischstämmigen Spielern bzw. Funktionären mitgetragen.
Der Club ist für seine starken Juniorenmannschaften bekannt und spielte von 2004 bis 2007 in der zweitklassigen Challenge League. Zurzeit (Saison 2024/25) spielt er in der viertklassigen 1. Liga Classic Gruppe 3.

## Kader der Saison 2024/25
Stand: 1. Juni 2024
| Nr.          | Nat.                 | Spieler                |
| Torhüter     | Torhüter             | Torhüter               |
| ------------ | -------------------- | ---------------------- |
| 16           | Schweiz Philippinen  | Novem Baumann          |
| 44           | Schweiz Griechenland | Kosta Makripodis       |
| 99           | Schweiz              | Colin Hegner           |
| Verteidigung |                      |                        |
| 03           | Schweiz Paraguay     | Luis Alfredo Gutierrez |
| 06           | Schweiz Ecuador      | Roman Heini            |
| 22           | Schweiz              | Nils von Niederhäusern |
|              |                      |                        |

| Nr.        | Nat.                            | Spieler                  |
| Mittelfeld | Mittelfeld                      | Mittelfeld               |
| ---------- | ------------------------------- | ------------------------ |
| 0–         | Schweiz Albanien                | Imran Bunjaku            |
| 05         | Frankreich                      | Bryan Glenn Andrew       |
| 07         | Schweiz Italien                 | Doriano Tanzillo         |
| 09         | Schweiz Bosnien und Herzegowina | Kemil Festic             |
| 12         | Senegal Spanien                 | Mouhamed Sow Sow         |
| 17         | Schweiz Jemen                   | Abduljabbar al Abbadie   |
| 23         | Deutschland                     | Soheil Arghandewall      |
| 97         | Schweiz Portugal                | Patrick Pereira Da Costa |
| Stürmer    |                                 |                          |
| 08         | Frankreich                      | Mohamed Gassama          |
| 10         | Schweiz                         | Manuel Kubil             |
| 11         | Schweiz Spanien                 | Ivan Lakoljev            |
| 13         | Schweiz                         | Fabio Janett             |
| 19         | Italien                         | Alessandro Casciato      |

## Geschichte

### FC Young Fellows

Logo des FC Young Fellows Zürich (1903–1992)

Der FC Young Fellows wurde 1903 gegründet. In der Saison 1904/05 nahm der Verein zum ersten Mal an der Meisterschaft in der zweitklassigen Serie B teil und schaffte gleich den Aufstieg in die erstklassige Serie A. In der Saison 1906/07 wurden die Young Fellows Vizemeister. In der Folge mussten sie sich mit Plätzen im Mittelfeld der Tabelle begnügen, mit Ausnahme der Saisons 1922/23 und 1935/36, als sie erneut Vizemeister und in der Saison 1935/36 auch Cupsieger wurden und damit den einzigen nationalen Titel errangen. Nach dem Abstieg in die Nationalliga B in der Saison 1951/52 folgte ein wechselnder Auf-/Abstieg. 1970/71 stiegen die Young Fellows erstmals für eine Saison in die 3. Spielklasse (1. Liga) ab. Nach dem letzten Aufstieg in die 1. Spielklasse 1976/77 (Nationalliga A) folgte der endgültige Abstieg über die Nationalliga B 1977/78 in die 3. Spielklasse 1978/79.

### SCI Juventus Zurigo
Die SCI Juventus Zurigo (Società Calcistica Italiana Juventus Zurigo) wurde 1922 von Italienern und italienischstämmigen Schweizern gegründet. Nach ersten Saisons in unteren Ligen stieg die SCI Juventus Zurigo nach der Saison 1939/40 in die zweitklassige 1. Liga auf. Sie wurde zwar Letzte ihrer Gruppe, profitierte aber davon, dass es wegen der Aufstockung der erstklassigen Nationalliga und der Aufteilung der 1. Liga in zwei Gruppen zu 12 bzw. 13 Mannschaften keinen Absteiger gab. In der folgenden Saison 1941/42 wurde sie jedoch wieder Letzte ihrer Gruppe und stieg in die 2. Liga ab. Danach schaffte sie bis zur Fusion mit dem FC Young Fellows keinen Aufstieg mehr in die 2. Spielklasse.
Bekannte Spieler, die aus den Junioren der SCI Juventus Zurigo hervorgegangen sind, sind Ricardo Cabanas und Luca Iodice (heute Trainer).

### SC YF Juventus Zürich
1992 schloss sich der FC Young Fellows mit dem SCI Juventus Zurigo zum SC YF Juventus Zürich zusammen, der anstelle des FC Young Fellows in der 3. Spielklasse weiterspielte. Der fusionierte Verein schaffte in der Saison 2003/04 noch einmal den Aufstieg in die seither nun Challenge League genannte 2. Spielklasse, wo er sich drei Spielzeiten lang halten konnte. 2007/08 bis 2021/22 spielte der SC YF Juventus Zürich in der 3. Spielklasse (2007–2012 1. Liga, seither Promotion League). Zunächst konnte er sich ohne Probleme in  der Liga halten und verpasste 2013/14 als Zweiter den Aufstieg. Ab 2015/16 rangierte er im unteren Mittelfeld, konnte sich 2018/19 auf dem drittletzten Rang knapp halten, und 2019/20 bewahrten ihn als Zweitletzter der Saisonabbruch und der Verzicht auf Auf- und Absteiger wegen der COVID-19-Pandemie vor dem möglichen Abstieg. Dieser wurde dann nach zwei weiteren Saisons in der Abstiegsgruppe 2023 doch Tatsache. In der folgenden Saison 2023/24 erreichte der Club in der 1. Liga Classic die Qualifikationsspiele für den Aufstieg, verlor dort aber gegen den FC Black Stars Basel und verblieb somit in der 1. Liga.

### Ligazugehörigkeit
FC Young Fellows Zürich
- 1903–1904: Serie B
- 1904–1952: Serie A/1. Liga/Nationalliga
- 1952–1956: Nationalliga B
- 1956–1959: Nationalliga A
- 1959–1960: Nationalliga B
- 1960–1963: Nationalliga A
- 1963–1944: Nationalliga B
- 1965–1968: Nationalliga A
- 1968–1971: Nationalliga B
- 1971–1972: 1. Liga (3. Spielklasse)
- 1972–1974: Nationalliga B
- 1974–1975: 1. Liga (3. Spielklasse)
- 1975–1977: Nationalliga B
- 1977–1978: Nationalliga A
- 1978–1979: Nationalliga B
- 1979–2004: 1. Liga (3. Spielklasse)

SC YF Juventus Zürich
- 2004–2007: Challenge League (2. Spielklasse)
- 2007–2023: 1. Liga/1. Liga Promotion/Promotion League (3. Spielklasse)
- 2023–heute: 1. Liga Classic (4. Spielklasse)

## Ewige Tabelle
Der SC YF Juventus Zürich liegt derzeit auf dem 15. Rang der ewigen Tabelle der höchsten Fussball-Liga der Schweiz.

## Bekannte Spieler
FC Young Fellows Zürich
- Jan Berger
- Vujadin Boškov
- Vincenzo Ciseri
- Edmund Conen
- Eugen Diebold
- Walter Eich
- Walter «Wädi» Fink
- Alessandro Frigerio
- Fernando Giudicelli
- Kurt Grünig
- János Gyarmati
- Ferenc Hirzer
- Leopold Kielholz
- Sándor Kocsis
- Fritz Künzli
- Gerhard Lusenti
- Karl Mai
- Željko Matuš
- Eduard «Edi» Müller
- André Neury
- Fausto dos Santos
- Gustav Schlegel
- Kurt Stettler
- Klaus Stürmer
- Gustav Tögel

SC YF Juventus Zürich
- Soheil Arghandewall
- Yacouba Bamba
- Novem Baumann
- Jan Berger
- Frédéric Chassot
- Louis Crayton
- Nils von Niederhäusern
- Yao Junior Sènaya
- Ike Shorunmu

## Trainer
FC Young Fellows Zürich
- József Winkler (1922–1937)
- Otto Haftl (–1937)
- Richard Michalke (1938–)
- Walter Nausch (1940–1948)
- Robert Kaess (1948–1949)
- Randolph Galloway (1949–1950)
- Edmund Conen (1950–1952)
- Horst Buhtz (1957–1959)
- Walter Presch (1960–1961)
- Adolf Patek (1961–1963)
- Hermann Lindemann (1965–1966)
- Georg Gawliczek (1966–1967)
- Vujadin Boškov (1967–1968)
- Georg Gawliczek (1968–1969)
- Eckhard Krautzun (1969–1970)
- Alfred Beck (1971–1973)
- Reinhard Kummer (1985–1986)

SC YF Juventus Zürich
- Rafaelle Novelli (1996–2001)
- Salvatore Andracchio (2001–2004)
- Urs Schönenberger (2004)
- Ignaz Good (2004)
- Peter Armbruster (2004)
- Raffaele Novelli (2004)
- Peter Schädler (2004–2005)
- Raimondo Ponte (2005–2007)
- Urs Schönenberger (2007)
- Salvatore Andracchio (2007–2014)
- Stefan Goll (2014–2017)
- Domenico Sinardo (2017)
- Salvatore Andracchio (2017–2019)
- Stefan Goll (2019)
- Elvin Bektesevic (2019)
- Piero Bauert (2019)
- Ergün Dogru (2020–2022)
- Alis Murati (2022)
- Jérôme Oswald (2022)
- Fabrizio Carbonaro (2022)
- Urs Wolfensberger (2022–2023)
- Damian Gimenez (2023–)